# Alessandro Bassoli
Alessandro Bassoli (Bologna, 19 giugno 1990) è un calciatore italiano, difensore svincolato.

## Carriera
Cresciuto nel settore giovanile del Bologna, esordisce con la prima squadra degli emiliani il 16 maggio 2010, nella partita di Serie A pareggiata per 1-1 contro il Cagliari. Il 30 luglio seguente viene ceduto in prestito al Foligno; il 28 giugno 2011 passa in comproprietà al Chievo, che lo cede subito a titolo temporaneo al Modena. Il 30 agosto 2012, dopo essere stato riscattato dal Chievo, si trasferisce in prestito al Südtirol, con cui resta per due stagioni; il 25 luglio 2014 passa a titolo temporaneo alla Cremonese.
Il 6 luglio 2015 viene nuovamente ceduto, sempre a titolo temporaneo, al Südtirol; nel 2016 il prestito viene rinnovato per un'altra stagione. Il 4 agosto 2017 passa a titolo definitivo al Pordenone, con cui firma un triennale; con il club friulano conquista la prima storica promozione in Serie B, diventando una bandiera della squadra e prolungando più volte il contratto con i Ramarri.
Nell'estate 2023, a seguito del fallimento del Pordenone Calcio, il giocatore rimane svincolato e si accasa, il 7 novembre dello stesso anno,  alla SPAL, con cui si lega fino al termine della stagione.

## Statistiche

### Presenze e reti nei club
Statistiche aggiornate al 29 aprile 2025.
| Stagione         | Squadra          | Campionato       | Campionato | Campionato | Coppe nazionali | Coppe nazionali | Coppe nazionali | Coppe continentali | Coppe continentali | Coppe continentali | Altre coppe | Altre coppe | Altre coppe | Totale | Totale |
| Stagione         | Squadra          | Comp             | Pres       | Reti       | Comp            | Pres            | Reti            | Comp               | Pres               | Reti               | Comp        | Pres        | Reti        | Pres   | Reti   |
| ---------------- | ---------------- | ---------------- | ---------- | ---------- | --------------- | --------------- | --------------- | ------------------ | ------------------ | ------------------ | ----------- | ----------- | ----------- | ------ | ------ |
| 2009-2010        | Bologna          | A                | 1          | 0          | CI              | 0               | 0               |                    | -                  | -                  |             | -           | -           | 1      | 0      |
| 2010-2011        | Foligno          | 1D               | 34+2       | 1          | CI+CI-LP        | 2+0             | 0               |                    | -                  | -                  |             | -           | -           | 38     | 1      |
| 2011-2012        | Modena           | B                | 14         | 0          | CI              | 2               | 0               |                    | -                  | -                  |             | -           | -           | 16     | 0      |
| 2012-2013        | Südtirol         | 1D               | 28+2       | 4          | CI+CI-LP        | 0+1             | 0+1             |                    | -                  | -                  |             | -           | -           | 31     | 5      |
| 2013-2014        | Südtirol         | 1D               | 26+5       | 2          | CI+CI-LP        | 2+1             | 0               |                    | -                  | -                  |             | -           | -           | 34     | 2      |
| 2014-2015        | Cremonese        | LP               | 13         | 1          | CI+CI-LP        | 3+0             | 0               |                    | -                  | -                  |             | -           | -           | 16     | 1      |
| 2015-2016        | Südtirol         | LP               | 33         | 2          | CI+CI-LP        | 2+0             | 0               |                    | -                  | -                  |             | -           | -           | 35     | 2      |
| 2016-2017        | Südtirol         | LP               | 36         | 0          | CI+CI-LP        | 1+2             | 1+0             |                    | -                  | -                  |             | -           | -           | 39     | 1      |
| Totale Südtirol  | Totale Südtirol  | Totale Südtirol  | 123+7      | 8          |                 | 9               | 2               |                    | -                  | -                  |             | -           | -           | 139    | 10     |
| 2017-2018        | Pordenone        | C                | 23         | 1          | CI+CI-C         | 2+0             | 1+0             |                    | -                  | -                  |             | -           | -           | 25     | 2      |
| 2018-2019        | Pordenone        | C                | 27         | 0          | CI+CI-C         | 2+1             | 0               |                    | -                  | -                  | SC-C        | 1           | 0           | 31     | 0      |
| 2019-2020        | Pordenone        | B                | 18         | 0          | CI              | 1               | 0               |                    | -                  | -                  |             | -           | -           | 19     | 0      |
| 2020-2021        | Pordenone        | B                | 16         | 0          | CI              | 0               | 0               |                    | -                  | -                  |             | -           | -           | 16     | 0      |
| 2021-2022        | Pordenone        | B                | 24         | 0          | CI              | 1               | 0               |                    | -                  | -                  |             | -           | -           | 17     | 0      |
| 2022-2023        | Pordenone        | C                | 13         | 1          | CI-C            | 1               | 0               |                    | -                  | -                  |             | -           | -           | 14     | 1      |
| Totale Pordenone | Totale Pordenone | Totale Pordenone | 121        | 2          |                 | 8               | 1               |                    | -                  | -                  |             | 1           | 0           | 130    | 3      |
| 2023-2024        | SPAL             | C                | 12         | 1          | CI-C            | 1               | 0               | -                  | -                  | -                  | -           | -           | -           | 13     | 1      |
| 2024-2025        | SPAL             | C                | 22         | 0          | CI-C            | 1               | 0               | -                  | -                  | -                  | -           | -           | -           | 23     | 0      |
| Totale SPAL      | Totale SPAL      | Totale SPAL      | 34         | 1          |                 | 2               | 0               |                    | -                  | -                  |             | -           | -           | 36     | 1      |
| Totale carriera  | Totale carriera  | Totale carriera  | 240+9      | 13         |                 | 26              | 3               |                    | -                  | -                  |             | 1           | 0           | 376    | 16     |

## Palmarès

### Club

#### Competizioni nazionali
- Serie C: 1

Pordenone: 2018-2019 (girone B)
- Supercoppa di Serie C: 1

Pordenone: 2019